# 佐々木さやか
佐々木 さやか（ささき さやか、本名：山口 さやか〈やまぐち さやか〉、1981年〈昭和56年〉1月18日 - ）は、日本の政治家、弁護士。参議院議員（公明党所属、2期）、参議院法務委員長、文部科学大臣政務官（第4次安倍第2次改造内閣）、参議院災害対策特別委員長などを歴任した。公明党では、青年委員会副委員長、女性委員会副委員長、女性局長などを務めた。

## 経歴

### 生い立ち
青森県八戸市に生まれる。生まれた当初の実家は貧しく、粗末な家だった。両親は共働きだった。父親が転勤族だったため、茨城県、山形県米沢市、岩手県釜石市を経て、小学校4年で八戸市に戻り、青森県立八戸北高等学校卒業まで八戸市で暮らした。八戸市の小学校に転校後はクラスに馴染めず、数か月間学校に登校できない時期もあったが、後に学級委員に選ばれる。転校とともに始めたバスケットボールは中学時代まで続けた。
創価大学法学部に進学後は「国際連合研究会」という学術系のクラブ団体に所属・活動し、国際政治や民主主義に興味を持つようになる。入学後の夏には、カールトン大学で1か月間の語学研修を受けた。2003年に創価大学法学部を卒業後、創価大学法科大学院に1期生として入学する。

### 弁護士
2006年、創価大学法科大学院を修了し、司法試験に合格する。2007年、横浜弁護士会に弁護士登録。所属した法律事務所では、離婚や相続問題をはじめとして数百件に上る案件を手がけた。違法な闇金融業者から「テメー、このヤロー」と恫喝された際は、「あなたがしていることは犯罪です!」と切り返した。
2011年の東日本大震災発生後、岩手県釜石市で開かれた「法律相談会のボランティア」に弁護士として参加し、既存の法律では解決できない問題に直面したことから、政治の道を志す。

### 参議院議員

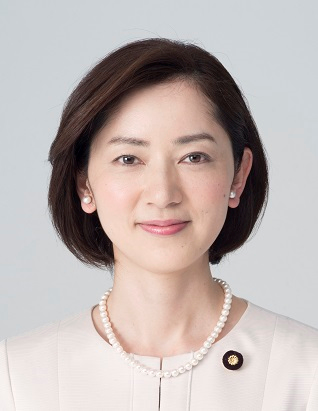
文部科学大臣政務官就任時に公表された肖像（2019年撮影）

2013年7月、公明党副代表松あきらの後継として神奈川県選挙区から第23回参議院議員通常選挙に公明党公認で立候補し、3位（改選数4）で初当選した。松からの「若い女性がいい。できれば見た目が麗しい人」という後継者希望を受けた党関係者によって白羽の矢が立ったという。
2017年6月14日、共謀罪の構成要件を改めて「テロ等準備罪」を創設する「組織的な犯罪の処罰及び犯罪収益の規制等に関する法律等の一部を改正する法律案」の参議院本会議採決に先立ち、法務大臣金田勝年への問責決議案に対して反対討論を行った。反対討論では「金田法務大臣は昨年8月に大臣に就任して以来、誠実かつ真摯な答弁を行うなど国民のために尽くしてこられました」「本法案では犯罪主体について組織的犯罪集団に限定されている以上、これと関わりのない一般の方々に犯罪の嫌疑が発生する余地はなく、捜査の対象となることは考えられません」「この法案を『共謀罪』と呼び、現代の治安維持法、一億総監視社会などと偏った認識をもとにした発言や、事実に基づかないプロパガンダで国民を欺くことが断じて許される訳ではありません」などと述べた。これを受け、ジャーナリストの田原総一朗からは「あれは（金田への）皮肉にしか思えないね。あれが皮肉じゃなかったら本人（佐々木）は馬鹿だよ」と批評された。
2019年7月の第25回参議院議員通常選挙に公明党公認で神奈川県選挙区から立候補し、3位（改選数4）で再選を果たす。
2019年9月13日、 第4次安倍第2次改造内閣で文部科学大臣政務官に就任する。2020年5月15日から6月17日まで、出産のために参議院を欠席した。
2024年6月28日、翌年7月の第27回参議院議員通常選挙に公明党公認で神奈川県選挙区選挙区から立候補することが発表。2025年7月20日に投開票が行われ、5位（改選数4）で落選となった。得票数は約57万2000票で、選挙区で落選した候補者の中では全国最多を記録した。

## 人物
- 青森県八戸市出身、神奈川県横浜市在住。父は八戸にある鶏肉の卸売りの会社に勤めていたが、既に定年で退職している[17]。姉が1人いる[6]。
- 身長：167cm[6]
- 家族：夫、長男[6]
- 趣味：音楽鑑賞（洋楽）、スキー、スノーボード、お菓子を食べること[6]
- モットー：根性と忍耐[6]
- 尊敬する人物：両親、上杉鷹山、ローザ・パークス[6]。
- 2013年の参議院選挙の時に「美人すぎる候補者総選挙」において、第2位にノミネートされた[18][19]。
- 自身のYouTubeチャンネルで『佐々木さやかのさや活!』と題するコンテンツを配信している[20]。
- 2020年6月に第1子を出産。政務三役在任中に出産した史上初の人物となる[21]。

## 政策・主張
- 日本国憲法第9条を改正して、自衛隊の役割や限界を明記すべきだと考える[22]。
- 憲法改正を発議する要件を、衆参で3分の2以上の賛成から過半数の賛成に引き下げる96条改正に反対[22]。
- 集団的自衛権の行使容認に反対[22]。
- 軽減税率を導入すべきだと考える[22]。
- 原子力発電所は当面は必要だが、将来的に廃止すべきだと考える。また、外国への原発の輸出を進めるべきではないと考える[22]。
- 死刑制度廃止に賛成[22]。
- 選択的夫婦別姓制度導入に「どちらかと言えば賛成」[23][24]。
- 2015年1月21日に横浜弁護士会館で開かれた司法修習生の給費制復活を訴えるシンポジウムシンポジウムにおいて、「認知力や判断能力に心もとないところがあって、自分から弁護士に相談しようというところまで考えられない人がいます。また、そもそも自分が法律的な問題に巻き込まれているということ自体、わからない人もいます。そういう人たちに対して、司法の側からさまざまなアプローチしていく必要があるのです」と語り、困っている人々に対する法的支援の重要性を訴えた。また、地域の様々な職種の人々と連携していくことによって、弁護士の側から困っている人へ出向いて行ける「司法ソーシャルワーク」制度の必要性を説いた[25]。

## 著書
- 『まっすぐ見つめ、まっすぐ進む。』（2013年1月、潮出版社） ISBN 978-4267019265

## 選挙歴
| 当落 | 選挙                     | 執行日         | 年齢 | 選挙区         | 政党   | 得票数     | 得票率 | 定数 | 得票順位 /候補者数 | 政党内比例順位 /政党当選者数 |
| ---- | ------------------------ | -------------- | ---- | -------------- | ------ | ---------- | ------ | ---- | ------------------ | ---------------------------- |
| 当   | 第23回参議院議員通常選挙 | 2013年07月21日 | 32   | 神奈川県選挙区 | 公明党 | 62万9662票 | 16.03% | 4    | 3/11               | /                            |
| 当   | 第25回参議院議員通常選挙 | 2019年07月21日 | 38   | 神奈川県選挙区 | 公明党 | 61万5417票 | 16.89% | 4    | 3/14               | /                            |
| 落   | 第27回参議院議員通常選挙 | 2025年07月20日 | 44   | 神奈川県選挙区 | 公明党 | 57万1796票 | 12.58% | 4    | 5/16               | /                            |